# Ejaculació

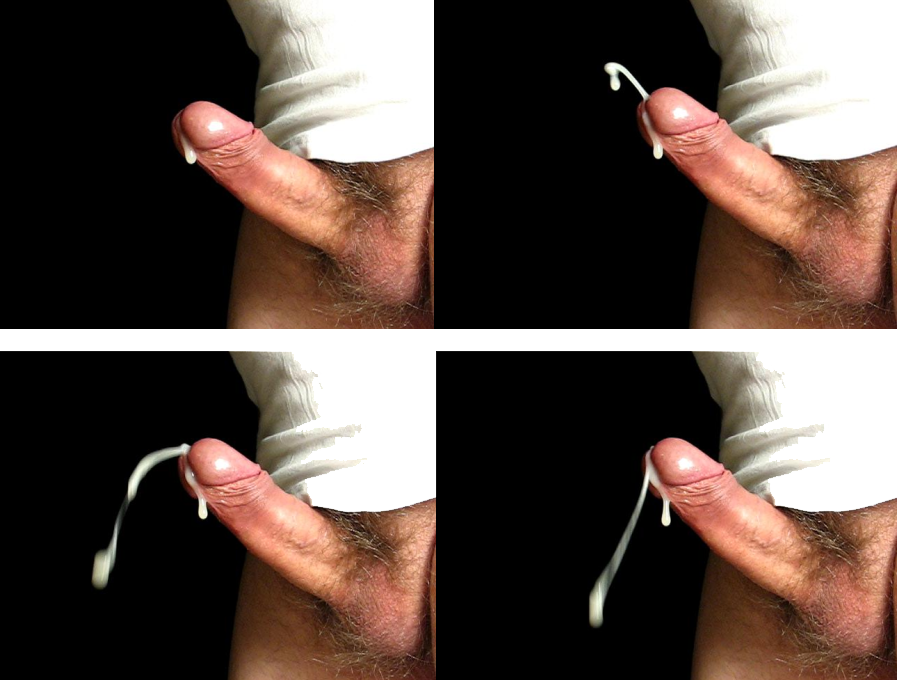
Seqüència fotogràfica d'una ejaculació

El terme ejaculació originalment feia referència únicament a l'expulsió o emissió de semen a través del penis. Ara se sap que també hi ha ejaculació femenina. Les primeres ejaculacions en la vida d'un home se solen produir mentre es té un somni eròtic. A aquestes primeres emissions se'ls anomena espermarquia. Quan l'ejaculació es produeix sense líquid s'anomena anejaculació.
L'ejaculació es pot produir espontàniament durant el son (una pol·lució nocturna o "somni humit") o voluntàriament en l'acte sexual, de la masturbació o de la fel·lació. L'anejaculació fa referència a la incapacitat d'ejacular.
L'ejaculació sol coincidir amb l'orgasme, mentre dura l'acte sexual l'home pot assolir una ejaculació cada cert temps, mentre que la dona pot tenir diversos orgasmes un darrere l'altre (multiorgàsmica). En pocs casos, l'ejaculació masculina es produeix per una malaltia prostàtica.
Si l'ejaculació de l'home es produeix en un temps que oscil·la entre 30 segons a 7 minuts, es pot dir que és propens a tenir ejaculació precoç.

## Procés ejaculador

### Estimulació
Habitualment, prèviament a l'ejaculació, es produeix l'estimulació sexual del mascle, que comporta l'erecció del penis, si bé no sempre l'estimulació ni l'erecció emmenen ejacular. L'estimulació sexual del penis durant el coit vaginal, oral o anal, o l'estimulació manual (masturbació) poden proveir l'estímul necessari a l'home per a obtenir l'orgasme i l'ejaculació. Existeix una àmplia variabilitat pel que fa a la durada necessària de l'estímul sexual perquè s'acabi produint l'ejaculació. Els cercadors han trobat que sovint són necessaris entre 5 i 10 minuts en un home per a arribar a l'orgasme en el coit penis-vagina. Un estímul prolongat tant pel joc sexual (petoneig, "petting" i estimulació directa de les zones erògenes abans de la penetració) o per carícies (durant la masturbació) porten a una bona quantitat d'estímul i una producció adequada de fluid preejaculador.

### Ejaculació pròpiament dita
El procés físic de l'ejaculació requereix dues accions seqüencials: l'emissió i l'expulsió. L'emissió és el primer mecanisme i involucra la deposició del líquid seminal dels conductes deferents, les vesícules seminals i de la glàndula prostàtica a la uretra posterior. La segona fase de l'expulsió del semen inclou el tancat del coll de la bufeta urinària seguit de contraccions rítmiques de la uretra per mitjà dels músculs pelvians i del perineu i la relaxació intermitent de l'esfínter extern de la uretra.
Es creu que el neurotransmissor serotonina (5HT) té un paper central per a modular l'ejaculació. En diversos estudis amb animals, s'ha demostrat que té un efecte inhibidor de l'ejaculació modulant a través de certes àrees del cervell, involucrades en el control ejaculatori, especialment el nucli paragigantocelular. Es creu, per tant, que els nivells baixos de serotonina a l'esquerda sinàptica en aquestes àrees en particular del cervell podrien causar una ejaculació precoç. Aquesta teoria és sostinguda per l'efectiva acció de l'inhibidor selectiu de la recaptació de serotonina (ISRS), el qual incrementa els nivells de serotonina a nivell de les sinapsis, millorant l'ejaculació precoç.
Les  neurones motores del sistema nerviós simpàtic controlen la fase d'emissió del reflex de l'ejaculació, mentre que la fase d'expulsió és executada per les neurones motores somàtiques i autònomes. Aquestes neurones motores estan localitzades en els nervis raquidis toraco-lumbars i lumbosacres i s'activen en una manera coordinada quan arriben a una suficient estimulació sensorial per arribar al llindar ejaculatori a nivell del sistema nerviós central.

#### Control del sistema nerviós central
Per tal de localitzar l'activació neuronal del cervell durant la resposta ejaculadora, els investigadors han estudiat l'expressió de c-fos, un protooncogèn expressat en les neurones en resposta a l'estimulació per hormones i neurotransmissors. S'ha observat l'expressió de c-fos en les següents àrees:
- Àrea preòptica medial (MPOA)
- Septum lateral, lateral septum, --bed nucleus-- dels stria terminalis
- Nucli paraventricular de l'hipotàlam (PVN)
- Hipotàlam ventromedial, amígdala medial
- --ventral premammillary nuclei--
- Tegumentum ventral
- --central tegmental field--
- --mesencephalic central gray--
- Nucli peripeduncular
- --parvocellular subparafascicular nucleus (SPF)-- en el tàlam posterior

### Període refractari
Molts homes experimenten un període refractari immediatament després d'arribar a l'orgasme, durant el qual no poden experimentar una altra erecció, i un període posterior encara més llarg fins que són capaços d'aconseguir una altra ejaculació. La durada del període refractari varia considerablement entre individus com entre espècies, que pot estendre's des de minuts fins a dies.
La mitjana de temps del període refractari en els homes se situa al voltant de la mitja hora. En els homes de divuit anys el període dura aproximadament 15 minuts, mentre que en els homes de 70 anys s'allarga fins a vint hores.

## Composició de l'esperma: volum i quantitat
La força i la quantitat de semen que pot expulsar un home durant una ejaculació varia molt entre individus i oscil·la entre els 0,1 i els 10 mil·lilitres. El volum de semen que ejacula un home adult depèn de l'espai de temps des de l'última l'ejaculació; el volum més gran de semen en una ejaculació es produeix després de llargs períodes d'abstinència. No està gens clar que la freqüència d'ejaculacions condicionin el risc de patir càncer de pròstata. La duració de l'estimulació que condueix a l'ejaculació pot afectar el volum. El volum anormalment baix de semen es coneix com a hipospèrmia, encara que és normal que la quantitat de semen disminueixi amb l'edat.
La quantitat d'esperma que s'expulsa en una ejaculació és variable i depèn de diversos factors com el temps des de l'última ejaculació, l'edat, els nivells d'estrès i de testosterona. Un inusual nivell baix d'esperma en una ejaculació, que no és el mateix que un volum baix de semen, és conegut com a oligospèrmia, i l'absència total d'espermes en el semen és conegut com a azoospèrmia.
Els espermatozous són expulsats del penis a una velocitat d'uns 500 cm/s.

## Desenvolupament

### Durant la pubertat
La primera ejaculació ens els mascles sovint s'esdevé 12 mesos després de l'inici de la pubertat, generalment via la masturbació o les pol·lucions nocturnes (somnis humits). El primer volum de semen és petit. L'ejaculació típica en els tres mesos següents produeix menys d'un mil·lilitre de semen. El semen que es produeix durant el principi de la pubertat acostuma a ser clar. Després de l'ejaculació aquest semen de la primeria roman gelatinós i, a diferència dels mascles madurs, no liqua. Es mostra un resum del desenvolupament del semen a la Taula 1.
La major part de les primeres ejaculacions (90%) no contenen esperma. De les primeres poques ejaculacions que contenen esperma, la majoria d'aquest (97%) no presenta mobilitat. L'esperma restant (3%) té una mobilitat anormal.
A mesura que el mascle avança en la pubertat, el semen desenvolupa característiques madures amb un increment de la quantitat d'esperma normal. El semen produït de 12 a 14 setmanes després de la primera ejaculació liqua després d'un breu període. En les 24 setmanes posteriors a la primera ejaculació, el volum de semen, i la quantitat i característiques de l'esperma són els d'un mascle adult.
| Temps transcorregut després de la primera ejaculació (mesos) | Volum mitjà (mil·lilitre) | Liqüació  | Concentració mitjana d'esperma (milió d'espermatozous/mil·lilitre) |
| ------------------------------------------------------------ | ------------------------- | --------- | ------------------------------------------------------------------ |
| 0                                                            | 0.5                       | No (1)    | 0                                                                  |
| 6                                                            | 1.0                       | No (1)    | 20                                                                 |
| 12                                                           | 2.5                       | No/Sí (2) | 50                                                                 |
| 18                                                           | 3.0                       | Sí (3)    | 70                                                                 |
| 24                                                           | 3.5                       | Sí (3)    | 300                                                                |

Nota 1 - L'ejaculat és gelatinós i no liqua.
Nota 2 - La majoria de mostres liqüen. Algunes continuen gelatinoses.
Nota 3 - L'ejaculat liqua en una hora.

## Trastorns
- Ejaculació precoç - quan una ejaculació s'esdevé abans del moment desitjat.
- Ejaculació retardada - la resposta ejaculadora pren massa temps, si és que ve.[23] Si no vé es parla d'anejaculació.
- Orgasme sec - un orgasme que no ve acompanyat per ejaculació,[24] lligada amb l'anorgàsmia
- Ejaculació retrògrada - el semen flueix de la pròstata cap a la bufeta en comptes de disparar-se pel penis.[25]